# David Watkin (fotógrafo)
David Watkin (Margate, 23 de março de 1925 — East Sussex, 19 de fevereiro de 2008) é um diretor de fotografia britânico. Venceu o Oscar de melhor fotografia na edição de 1986 por Out of Africa.